# Lamberdus Ostendorp
Lamberdus Ostendorp (* 20. Mai 1893 in Collinghorst; † 1. Juli 1934 in Dresden) war ein deutscher SA-Führer. Er wurde bekannt als eines der Opfer des sogenannten Röhm-Putsches.
Ostendorp gehörte seit 1933 dem SA-Feldjägerkorps in Dresden im Rang eines Polizeioberleutnants und SA-Obersturmführers (in einigen Quellen: Obersturmbannführer) an.
Am 30. Juni 1934 wurde Ostendorp im Zuge der Röhm-Affäre verhaftet und in den frühen Morgenstunden des 1. Juli aufgrund eines von Reinhard Heydrich unterschriebenen Befehls auf Veranlassung des Dresdener SD-Chefs Lothar Beutel in der SS-Kaserne in Dresden-Trachenberge zusammen mit vier weiteren Personen (Ernst Ewald Martin, Max Schuldt, Otto Pietrzok und Joachim Schroedter) von Angehörigen der Politischen Bereitschaft Sachsen erschossen. 
Die Gründe für Ostendorps Erschießung sind bis heute nicht vollständig geklärt. Wawrzinek nimmt an, dass die Zugehörigkeit zum Stab des sächsischen SA-Gruppenführers Hans Hayn „ausschlaggebend“ gewesen sein dürfte.
Ostendorps Witwe Johanna, geborene Schneider, erhielt ab 1935 eine monatliche Entschädigung von 150 RM.